# 黃河漂流事件
黄河漂流事件，是1987年在黄河进行的漂流活动，主要以河南黄河漂流探险队、北京青年黄河漂流队、安徽马鞍山黄河漂流探险考察队进行。

## 经历

### 河南黄河漂流探险队
河南黄河漂流探险队（下称河南队）雷建生、郎保洛在完成长江漂流后，两人各自组队。1987年3月，雷建生和郎保洛两分队合并，两人共同作为队长组队漂流黄河。
- 4月，由于黄河的源头仍在冰封，因此河南队通过在冰上拖船移动。
- 5月25日，由于争执于两队待遇是否公平，郎保洛分队当天进行漂流。
- 6月6日，郎保洛分队赶上北京队。
- 在拉加峡闯滩时，郎保洛的船损坏。在郎保洛与北京队协商使用北京队时，雷建生分队赶上，雷建生和郎保洛重新合队。
- 由于拉加峡水情危急，河南队推迟漂流。郎保洛分队的石峰、程旭东醉后提刀重伤后勤队员周念军，拉架的记者被捅了一刀。
- 6月13日，在拉加峡闯滩时，河南队翻船，郎保洛、朱红军、张宁生被水冲走后身亡，雷建生头部撞击岩石后身亡。
- 在开完追悼会后，河南队继续漂流。7月19日，河南队抵达龙羊峡。
- 9月11日，河南队使用敞蓬船通过壶口。
- 9月25日，河南队抵达山东垦利，完成漂流。[1]

### 北京青年黄河漂流队
1986年底，桑永利和于忠元通过《北京晚报》向全社会公开招募北京青年黄河漂流队（下称北京队）成员，最终入选27名队员，并且比河南队早17天出发，在出发前，队员都在怀柔登山训练中心接受专业体能训练。
- 6月13日，在拉加峡闯滩时，北京队翻船，后被救回。
- 过龙羊峡时，杨浩在河段中遇难。
- 9月21日，率先抵达山东黄河入海口，完成漂流。[1]

### 安徽马鞍山黄河漂流探险考察队
安徽马鞍山黄河漂流探险考察队（下称马鞍山队），平均年龄22岁，没有任何支持和后援，通过特长表演筹集资金，三队中最早到达黄河源头。
- 6月11日，在过龙羊峡时，队长汤立波、队员张建安两人翻船遇难。
- 9月3日，马鞍山队使用密封船通过壶口。
- 在北京队后，马鞍山队抵达山东黄河入海口，完成漂流。[1]

## 事后
在河南队拉加峡闯滩失败后，国务院办公厅发出《加强江河漂流活动的管理通知》。中宣部下令，对漂流“不宣传、不报道、不支持”。直至1998年，中国珠江迎来国家体委正式批复的第一个群众性江河漂流活动。
马鞍山队汤立波的尸体在其失踪后几个月后被找到，当作黄河无名尸处理。2007年，凭着秋裤上印着单位“马钢17”被证明身份。
1988年1月，北京《法律与生活》刊出文章《混浊的黄河》，将黄河漂流称为“乌烟瘴气的漂流丑剧”。郎保洛母亲发起诉讼，最终打赢官司。
黄河漂流在1980年代被視為中國愛國主義運動，一度與1981－86年女排五連冠（尤其1984年奧運女排金牌）相提並論，然而漂流很快被遺忘。央視1988年播出的紀錄片《河殤》對此漂流有強烈反思，約有2至3億中國觀眾收看。